# Источни Тимор на Светском првенству у атлетици на отвореном 2011.
Источни Тимор је учествовао на 13. Светском првенству у атлетици на отвореном 2011. одржаном у Тегу од 27-4. септембра. Репрезентацију Источног Тимора представљао је један такмичара, који је учествовао у трци на 1.500 метара. , 
На овом првенству Источни Тимор није освојио ниједну медаљу. Оборен је само лични рекорд.

## Учесници
Мушкарци:
- Рибеиро Пинто де Карваљо — 1.500 м

## Резултати

### Мушкарци
| Атлетичар                | Дисциплина | Лични рекорд | Квалификације | Квалификације | Група      | Група       | Полуфинале           | Полуфинале           | Финале               | Финале  | Детаљи |
| Атлетичар                | Дисциплина | Лични рекорд | Резултат      | Место         | Резултат   | Место       | Резултат             | Место                | Резултат             | Место   | Детаљи |
| ------------------------ | ---------- | ------------ | ------------- | ------------- | ---------- | ----------- | -------------------- | -------------------- | -------------------- | ------- | ------ |
| Рибеиро Пинто де Карваљо | 1.500 м    |              |               |               | 4:30,56 ЛР | 11. у гр. 2 | Није се квалификовао | Није се квалификовао | Није се квалификовао | 37 / 38 |        |

Легенда: НР = национални рекорд, ЛР= лични рекорд